# Абубакаров, Таймаз Тайсумович
Тайма́з Тайсу́мович Абубака́ров (род. 16 апреля 1948, Казахская ССР) — чеченский политик, министр экономики и финансов Чеченской Республики Ичкерия. Выпускник Московского государственного университета, кандидат экономических наук.

## Биография
Работал слесарем Грозненской ТЭЦ-2. В 1976 году окончил Московский университет. Прошёл путь от ассистента до первого проректора Чечено-Ингушского государственного университета. Его научной специализацией были экономические и демографические проблемы Северного Кавказа. С 1985 года, с началом перестройки, стал активистом общественных движений «Дош» (чечен. «Слово») и «Нохчичоь» (чечен. «Чечня»).
После прихода к власти Джохара Дудаева был назначен министром экономики и финансов.
В январе 1995 года вместе с Усманом Имаевым возглавлял делегацию Ичкерии на переговорах с федеральной стороной о прекращении боевых действий.
Один из соратников Дудаева Муса Темишев говорил про Абубакарова: «… Один из главных грабителей Ичкерии… он был одним из самых крупных и оголтелых хищников».
Юрий Щекочихин сообщает о контракте на поставку золота 999 пробы в слитках в количестве пяти тонн на сумму 2780 млн рублей, заключённом между Культурно-торговым центром «Эркээни» (Республика Саха) и министерством экономики и финансов Ичкерии, подписанном генеральным директором Кривошапкиным и министром Абубакаровым 8 февраля 1993 года.
Руководитель газеты «Справедливость» Леча Салигов писал:
Скромный кандидат наук Таймаз Абубакаров приложил руку ко всему: подписывал лицензии на экспорт нефтепродуктов, выделял и гарантировал кредиты, реорганизовал госаппарат и многое, многое другое. При этом «душка» Таймаз не нажил себе врагов, зато их становилось всё больше у президента.
Был обвинён Дудаевым в финансовых злоупотреблениях и переехал в Москву.
Автор книги «Режим Джохара Дудаева: правда и вымысел».